# Mihai Onicaș
Mihai Marian Onicaș (n. 27 ianuarie 1990) este un fotbalist român care evoluează la clubul Universitatea Cluj. În 2015 a jucat pentru Speranța Nisporeni în Divizia Națională.